# Horní Újezd (ort i Tjeckien, Pardubice)
Horní Újezd är en ort i Tjeckien.   Den ligger i regionen Pardubice, i den centrala delen av landet, 130 km öster om huvudstaden Prag. Horní Újezd ligger 459 meter över havet och antalet invånare är 427.
Terrängen runt Horní Újezd är platt åt nordost, men åt sydväst är den kuperad. Runt Horní Újezd är det tätbefolkat, med 266 invånare per kvadratkilometer. Närmaste större samhälle är Svitavy, 17,7 km öster om Horní Újezd. Trakten runt Horní Újezd består till största delen av jordbruksmark.